# Herinneringsmedaille ter gelegenheid van de kroning van H.M. Koningin Elizabeth II van Groot-Brittannië

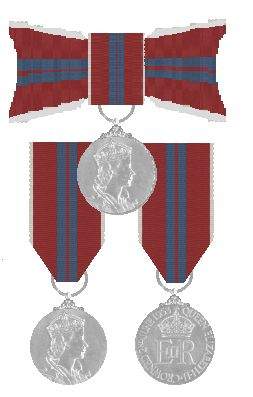
Medaille

De Herinneringsmedaille ter gelegenheid van de kroning van H.M. Koningin Elizabeth II van Groot-Brittannië (Engels: Queen Elizabeth II Coronation Medal) werd op 2 juni 1953 ingesteld als een herinnering aan de kroning van Elizabeth II van het Verenigd Koninkrijk. Kroningsmedailles worden uitgereikt aan gasten en betrokkenen maar ook aan duizenden officieren, hovelingen en ambtenaren. In 1937 werden 90.237 medailles uitgereikt waarvan 6887 aan Australiërs en 10.089 aan Canadezen. Nu telde men er ondanks het verlies van het Keizerrijk India 138.214. Het aantal was zo hoog doordat ook in de vele Britse dominions, koloniën en territoria medailles werden uitgereikt. In Australië werden in 1953 11.561 medailles verleend terwijl de Canadezen er 12.500 kregen. De keuze van gedecoreerden liet men in Londen over aan de plaatselijke autoriteiten. 
De medaille is rond en iets meer dan 3 centimeter breed. Op de voorzijde is de koningin met haar kroon en mantel afgebeeld. Zij draagt de Orde van de Kouseband en de Orde van het Bad. De medaille is vrij vlak en heeft geen tekst op de voorzijde.
Op de keerzijde staat het gekroonde koninklijk monogram EIIR met de tekst QUEEN ELIZABETH II CROWNED 2nd JUNE 1953. Het lint is rood met twee blauwe strepen in het midden en witte randen. Dames mogen de medaille opgemaakt als een strik dragen.
Zevenendertig medailles kregen de inscriptie MOUNT EVEREST EXPEDITION op de rand. Zij waren voor de leden van de expeditie van Sir Edmund Hillary die vlak voor de kroning de Mount Everest bedwong.
De onderscheiding was een van de onderscheidingen van Prins Bernhard der Nederlanden, zie de Lijst van onderscheidingen van prins Bernhard der Nederlanden.

## Herinneringsmedailles in het Verenigd Koninkrijk en het Gemenebest

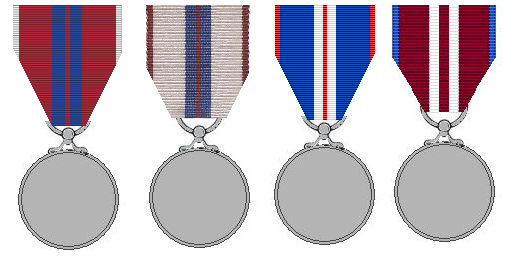
De vier herinneringsmedailles van Elizabeth II

De Britse koning of de regerende koningin is hoofd van het Gemenebest en staatshoofd van de vroegere dominions. De positie van de Britse vorst is sinds de regering van Koningin Victoria sterk gewijzigd. Wat eens bezittingen waren werden dominions en later zonder veel formaliteiten zijn of haar "other Realms", de andere koninkrijken. Deze landen werden steeds onafhankelijker van de regering in Londen. Deze verschuiving is ook herkenbaar in de onderscheidingen. In 1935 werd de Medaille voor het Zilveren Jubileum van George V nog overal in het uitgestrekte Britse Rijk verleend. Ook in 1952 werden nog overal in de wereld kroningsmedailles uitgereikt. Toen Elizabeth II haar zilveren jubileum vierde waren behalve de overgebleven kroonkolonies in het Brits Kroonbezit, de verspreide protectoraten, mandaten en territoria alleen de koninkrijken Nieuw-Zeeland, Australië en Canada over. Dat laatste land koos toen voor het eerst voor een eigen ontwerp hoewel het lint overal gelijk bleef. In 2002 werd de Medaille voor het Gouden Jubileum op dezelfde voet in de drie landen die inmiddels benadrukten dat Elizabeth II "Koningin van Canada", "Koningin van Nieuw-Zeeland" en "Koningin van Australië" was verleend. In 2012 was de staatsrechtelijke positie van Elizabeth II in Australië een aantal malen ter discussie gesteld. De Australische regering zag in 2012 van het uitreiken van jubileummedailles en datzelfde gebeurde nu ook in Nieuw-Zeeland.